# Temporada 2013 de IndyCar Series
La temporada 2013 de IZOD IndyCar Series, fue la temporada número 18 de la serie, contando que su principal evento las 500 Millas de Indianápolis en su edición 97°, una vez más la temporada contará con los coches con chasis Dallara DW-12, y motores Chevrolet y Honda. El patrocinador, la marca de ropa IZOD, patrocinó el campeonato hasta esta temporada.

## Equipos y pilotos
A continuación, esto son los pilotos confirmados para la eventual temporada 2013, que contará con neumáticos F Firestone, que prorrogó recientemente su contrato hasta la temporada 2018.
| Equipo                                   | Motor     | No. | Piloto(s)           | Fecha(s)          |
| ---------------------------------------- | --------- | --- | ------------------- | ----------------- |
| A. J. Foyt Enterprises                   | Honda     | 14  | Takuma Satō         | Todas             |
| A. J. Foyt Enterprises                   | Honda     | 41  | Conor Daly (R)      | 5                 |
| Andretti Autosport                       | Chevrolet | 1   | Ryan Hunter-Reay    | Todas             |
| Andretti Autosport                       | Chevrolet | 5   | E. J. Viso          | 1-18              |
| Andretti Autosport                       | Chevrolet | 5   | Carlos Muñoz (R)    | 19                |
| Andretti Autosport                       | Chevrolet | 25  | Marco Andretti      | Todas             |
| Andretti Autosport                       | Chevrolet | 26  | Carlos Muñoz (R)    | 5                 |
| Andretti Autosport                       | Chevrolet | 27  | James Hinchcliffe   | Todas             |
| Barracuda Racing                         | Honda     | 98  | Alex Tagliani       | 1–13              |
| Barracuda Racing                         | Honda     | 98  | Luca Filippi (R)    | 14, 16–18         |
| Barracuda Racing                         | Honda     | 98  | J. R. Hildebrand    | 15, 19            |
| Chip Ganassi Racing                      | Honda     | 8   | Ryan Briscoe        | 5                 |
| Chip Ganassi Racing                      | Honda     | 9   | Scott Dixon         | Todas             |
| Chip Ganassi Racing                      | Honda     | 10  | Dario Franchitti    | 1–18              |
| Chip Ganassi Racing                      | Honda     | 10  | Alex Tagliani       | 19                |
| Chip Ganassi Racing                      | Honda     | 83  | Charlie Kimball     | Todas             |
| Dale Coyne Racing                        | Honda     | 18  | Ana Beatriz         | 1–5, 9–10         |
| Dale Coyne Racing                        | Honda     | 18  | Mike Conway         | 6–7, 12–13, 17–18 |
| Dale Coyne Racing                        | Honda     | 18  | Pippa Mann          | 8, 11, 19         |
| Dale Coyne Racing                        | Honda     | 18  | James Davison (R)   | 14-15             |
| Dale Coyne Racing                        | Honda     | 18  | Stefan Wilson (R)   | 16                |
| Dale Coyne Racing                        | Honda     | 19  | Justin Wilson       | Todas             |
| Dale Coyne Racing                        | Honda     | 63  | Pippa Mann          | 5                 |
| Dragon Racing                            | Chevrolet | 6   | Sebastián Saavedra  | Todas             |
| Dragon Racing                            | Chevrolet | 7   | Sébastien Bourdais  | Todas             |
| Ed Carpenter Racing                      | Chevrolet | 20  | Ed Carpenter        | Todas             |
| KV Racing Technology                     | Chevrolet | 11  | Tony Kanaan         | Todas             |
| KV Racing Technology                     | Chevrolet | 78  | Simona de Silvestro | Todas             |
| Lazier Partners Racing                   | Chevrolet | 91  | Buddy Lazier        | 5                 |
| Panther Racing                           | Chevrolet | 4   | J. R. Hildebrand    | 1–5               |
| Panther Racing                           | Chevrolet | 4   | Ryan Briscoe        | 6–7, 9, 11–12, 15 |
| Panther Racing                           | Chevrolet | 4   | Oriol Servià        | 8, 10, 14, 16–19  |
| Panther Racing                           | Chevrolet | 4   | Carlos Muñoz (R)    | 13                |
| Panther Racing                           | Chevrolet | 60  | Townsend Bell       | 5                 |
| Panther Dreyer & Reinbold Racing         | Chevrolet | 22  | Oriol Servià        | 1–5               |
| Rahal Letterman Lanigan Racing           | Honda     | 15  | Graham Rahal        | Todas             |
| Rahal Letterman Lanigan Racing           | Honda     | 16  | James Jakes         | Todas             |
| Rahal Letterman Lanigan Racing           | Honda     | 17  | Mike Conway         | 3                 |
| Rahal Letterman Lanigan Racing           | Honda     | 17  | Michel Jourdain Jr. | 5                 |
| Sarah Fisher Hartman Racing              | Honda     | 21  | Josef Newgarden     | 5                 |
| Sarah Fisher Hartman Racing              | Honda     | 67  | Josef Newgarden     | 1–4, 6–19         |
| Sarah Fisher Hartman Racing              | Honda     | 97  | Lucas Luhr (R)      | 15                |
| Schmidt Peterson Hamilton HP Motorsports | Honda     | 55  | Tristan Vautier (R) | Todas             |
| Schmidt Peterson Hamilton HP Motorsports | Honda     | 77  | Simon Pagenaud      | Todas             |
| Schmidt Peterson Hamilton HP Motorsports | Honda     | 81  | Katherine Legge     | 5                 |
| Team Penske                              | Chevrolet | 2   | A. J. Allmendinger  | 2–3, 5–7, 19      |
| Team Penske                              | Chevrolet | 3   | Hélio Castroneves   | Todas             |
| Team Penske                              | Chevrolet | 12  | Will Power          | Todas             |

### Cambios de pilotos
- A.J. Allmendinger correrá dos competencias para Penske Racing en el auto n°2, reemplazando a Ryan Briscoe. Las dos carreras serán la fecha de Barber Motorsports Park y las 500 Millas de Indianapolis, pero planean agregar más carreras si es que aparecen los patrocinadores.[20][21]

- El expiloto de Fórmula 1, Rubens Barrichello no podrá correr la Serie IndyCar puesto que por falta de patrocinio, se decidió ir a competir en las carreras del campeonato Stock Car brasileño para la temporada 2013.[22]

- Graham Rahal se traslada de Chip Ganassi Racing de regreso al equipo de su padre Bobby Rahal al volver a correr para Rahal Letterman Lanigan Racing.

- La Suiza Simona de Silvestro deja HVM Racing para unirse a KV Racing Technology.

- El piloto japonés Takuma Satō, ex-F1, fichó por el equipo A.J. Foyt Enterprises después de finalizar su contrato con Rahal Letterman Lanigan Racing la temporada pasada.

- James Jakes dejado Dale Coyne Racing para unirse al equipo Rahal Letterman Lanigan Racing.

- Después de realizar un calendario de manera parcial en 2012 con Andretti Autosport, el piloto colombiano Sebastián Saavedra se unirá a Dragón Racing para la temporada 2013, en sustitución de Katherine Legge, quien salió en malos términos por una disputa legal sobre su contrato.

### Cambios en los equipos
- Equipo italiano conocido como la Scuderia Coloni, quien anteriormente participaba en la GP2 Series estuvo evaluando unirse a la serie IndyCar en 2013, a la fecha de inscripción de los equipos aún no se ha confirmado nada al respecto.[23]

- El equipo Newman/Haas Racing, está buscando patrocinio para volver en 2013 con un equipo de dos autos.[24]

### Cambios a mitad de temporada
- El 30 de mayo, Panther Racing anunció que estaba terminando el contrato con el piloto J. R. Hildebrand por consentimiento mutuo. Ese mismo día, el equipo anunció que Ryan Briscoe lo reemplazaría para las carrera en Belle Isle que se correrá la doble manga en Detroit.[25]
- Después de disputar las 13 primeras carreras de la temporada para Barracuda Racing, Alex Tagliani fue destituido del equipo y será reemplazado por Luca Filippi y J. R. Hildebrand.

## Calendario
El 30 de septiembre del 2012, se oficializó las19 pruebas de la temporada 2013, el calendario de la presente temporada (a expensas de confirmar las pocas posibilidades de la entrada de un circuito europeo en Mugello, Italia), quedó así, anexando además de que por primera vez en muchos años de la historia del autromovilismo IndyCar, volverá la llamada Triple Corona, en la que en esta ocasión se incluye el regreso de Pocono, que no se corría cuando la serie se llamaba CART IndyCar World Series en la década de los 80's, junto a la prueba que se corre anualmente en Indianápolis y en el Auto Clujb Speedway, todas aquellas albergarán pruebas de 500 millas; adicionalmente, los organizadores de la serie ofrecerán a los pilotos un premio de $1'000.000 de dólares aquel piloto que logre ganar las 3 pruebas. El calendario está definido así:
| Ronda | Fecha           | Carrera                                                            | Pista                                 | Localización            | TV (Latinoamérica)/Vía Internet |
| ----- | --------------- | ------------------------------------------------------------------ | ------------------------------------- | ----------------------- | ------------------------------- |
| 1     | 24 de marzo     | Honda Grand Prix of St. Petersburg                                 | Circuito callejero de San Petersburgo | St. Petersburg, Florida | ESPN 3/ESPN Play                |
| 2     | 7 de abril      | Honda Indy Grand Prix de Alabama                                   | Barber Motorsports Park               | Birmingham, Alabama     | ESPN 3/ESPN Play                |
| 3     | 21 de abril     | 39th Toyota Grand Prix of Long Beach                               | Circuito callejero de Long Beach      | Long Beach, California  | ESPN/ESPN HD                    |
| 4     | 5 de mayo       | Itaipava São Paulo Indy 300 presented by Nestlé                    | Circuito callejero de San Pablo       | São Paulo, Brasil       | ESPN 3/ESPN Play                |
| 5     | 26 de mayo      | 97th Indianapolis 500-Mile Race                                    | Indianapolis Motor Speedway           | Speedway, Indiana       | ESPN/ESPN HD/ESPN Play          |
| 6     | 1 de junio      | Chevrolet Detroit Belle Isle Grand Prix presented by Quicken Loans | Circuito callejero de Detroit         | Detroit, Míchigan       | ESPN 3/ESPN Play                |
| 7     | 2 de junio      | Chevrolet Detroit Belle Isle Grand Prix presented by Quicken Loans | Circuito callejero de Detroit         | Detroit, Míchigan       | ESPN 3/ESPN Play                |
| 8     | 8 de junio      | Firestone 550                                                      | Texas Motor Speedway                  | Fort Worth, Texas       | ESPN 3/ESPN Play                |
| 9     | 15 de junio     | Milwaukee IndyFest                                                 | Milwaukee Mile                        | West Allis, Wisconsin   | ESPN 3/ESPN Play                |
| 10    | 22 de junio     | Iowa Corn Indy 250                                                 | Iowa Speedway                         | Newton, Iowa            | ESPN 3/ESPN Play                |
| 11    | 7 de julio      | Pocono IndyCar 400                                                 | Pocono Raceway                        | Long Pond, Pensilvania  | ESPN 3/ESPN Play                |
| 12    | 13 de julio     | Gran Premio de Toronto                                             | Circuito callejero de Toronto         | Toronto, Ontario        | ESPN 3/ESPN Play                |
| 13    | 14 de julio     | Gran Premio de Toronto                                             | Circuito callejero de Toronto         | Toronto, Ontario        | ESPN 3/ESPN Play                |
| 14    | 4 de agosto     | Honda Indy 200 at Mid-Ohio                                         | Mid-Ohio Sports Car Course            | Lexington, Ohio         | ESPN 3/ESPN Play                |
| 15    | 25 de agosto    | GoPro Indy Grand Prix de Sonoma                                    | Sonoma Raceway                        | Sonoma, California      | ESPN 3/ESPN Play                |
| 16    | 1 de septiembre | Grand Prix of Baltimore                                            | Circuito callejero de Baltimore       | Baltimore, Maryland     | ESPN 3/ESPN Play                |
| 17    | 5 de octubre    | Shell-Pennzoil Grand Prix of Houston                               | Reliant Park                          | Houston, Texas          | ESPN 3/ESPN Play                |
| 18    | 6 de octubre    | Shell-Pennzoil Grand Prix of Houston                               | Reliant Park                          | Houston, Texas          | ESPN 3/ESPN Play                |
| 19    | 19 de octubre   | MAVTV 500-American Real TV 500 IndyCar World Championships         | Auto Club Speedway                    | Fontana, California     | ESPN 3/ESPN Play                |

     Óvalo
     Circuito permanente
     Circuito callejero/mixto

## Resultados
| Ronda | Fecha           | Carrera         | Reultados |
| ----- | --------------- | --------------- | --- |
| 1     | 24 de marzo     | San Petersburgo | Ganador: James Hinchcliffe Vuelta rápida: Will Power Mayor Número de Vueltas Lideradas: Helio Castroneves Pole Position: Will Power Equipo Ganador: Andretti Autosport |
| 2     | 7 de abril      | Birmingham      | Ganador: Ryan Hunter-Reay Vuelta rápida: James Jakes Mayor Número de Vueltas Lideradas: Ryan Hunter-Reay Pole Position: Ryan Hunter-Reay Equipo Ganador: Andretti Autosport |
| 3     | 21 de abril     | Long Beach      | Ganador: Takuma Satō Vuelta rápida: E.J. Viso Mayor Número de Vueltas Lideradas: Takuma Satō Pole Position: Dario Franchitti Equipo Ganador: A. J. Foyt Enterprises |
| 4     | 5 de mayo       | São Paulo       | Ganador: James Hinchcliffe Vuelta rápida: Takuma Satō Mayor Número de Vueltas Lideradas: Takuma Satō Pole Position: Ryan Hunter-Reay Equipo Ganador: Andretti Autosport |
| 5     | 26 de mayo      | Indianapolis    | Ganador: Tony Kanaan Vuelta rápida: Justin Wilson Mayor Número de Vueltas Lideradas: Ed Carpenter Pole Position: Ed Carpenter Equipo Ganador: KV Racing Technology |
| 6     | 1 de junio      | Detroit         | Ganador (Carrera 1): Mike Conway Vuelta rápida (Carrera 1): Mike Conway Mayor Número de Vueltas Lideradas (Carrera 1): Mike Conway Pole Position (1): Dario Franchitti Equipo Ganador (Carrera 1): Dale Coyne Racing Ganador (Carrera 2): Simon Pagenaud Vuelta rápida (Carrera 2): Mike Conway Mayor Número de Vueltas Lideradas (Carrera 2): Mike Conway Pole Position (2): Mike Conway Equipo Ganador (Carrera 2): Schmidt Peterson Hamilton HP Motorsports |
| 7     | 2 de junio      | Detroit         | Ganador (Carrera 1): Mike Conway Vuelta rápida (Carrera 1): Mike Conway Mayor Número de Vueltas Lideradas (Carrera 1): Mike Conway Pole Position (1): Dario Franchitti Equipo Ganador (Carrera 1): Dale Coyne Racing Ganador (Carrera 2): Simon Pagenaud Vuelta rápida (Carrera 2): Mike Conway Mayor Número de Vueltas Lideradas (Carrera 2): Mike Conway Pole Position (2): Mike Conway Equipo Ganador (Carrera 2): Schmidt Peterson Hamilton HP Motorsports |
| 8     | 8 de junio      | Texas           | Ganador: Hélio Castroneves Vuelta rápida: Tony Kanaan Mayor Número de Vueltas Lideradas: Hélio Castroneves Pole Position: Will Power Equipo Ganador: Team Penske |
| 9     | 15 de junio     | Milwaukee       | Ganador: Ryan Hunter-Reay Vuelta rápida: Ryan Hunter-Reay Mayor Número de Vueltas Lideradas: Takuma Satō Pole Position: Marco Andretti Equipo Ganador: Andretti Autosport |
| 10    | 22 de junio     | Iowa            | Ganador: James Hinchcliffe Vuelta rápida: Ed Carpenter Mayor Número de Vueltas Lideradas: James Hinchcliffe Pole Position: Hélio Castroneves Equipo Ganador: Andretti Autosport |
| 11    | 7 de julio      | Pocono          | Ganador: Scott Dixon Vuelta rápida: Takuma Satō Mayor Número de Vueltas Lideradas: Marco Andretti Pole Position: Marco Andretti Equipo Ganador: Chip Ganassi Racing |
| 12    | 13 de julio     | Toronto         | Ganador (Carrera 1): Scott Dixon Vuelta rápida (Carrera 1): Helio Castroneves Mayor Número de Vueltas Lideradas (Carrera 1): Will Power Pole Position (1): Dario Franchitti Equipo Ganador (Carrera 1): Chip Ganassi Racing Ganador (Carrera 2): Scott Dixon Vuelta rápida (Carrera 2): Dario Franchitti Mayor Número de Vueltas Lideradas (Carrera 2): Scott Dixon Pole Position (2): Scott Dixon Equipo Ganador (Carrera 2): Chip Ganassi Racing             |
| 13    | 14 de julio     | Toronto         | Ganador (Carrera 1): Scott Dixon Vuelta rápida (Carrera 1): Helio Castroneves Mayor Número de Vueltas Lideradas (Carrera 1): Will Power Pole Position (1): Dario Franchitti Equipo Ganador (Carrera 1): Chip Ganassi Racing Ganador (Carrera 2): Scott Dixon Vuelta rápida (Carrera 2): Dario Franchitti Mayor Número de Vueltas Lideradas (Carrera 2): Scott Dixon Pole Position (2): Scott Dixon Equipo Ganador (Carrera 2): Chip Ganassi Racing             |
| 14    | 4 de agosto     | Mid-Ohio        | Ganador: Charlie Kimball Vuelta rápida: Simon Pagenaud Mayor Número de Vueltas Lideradas: Charlie Kimball Pole Position: Ryan Hunter-Reay Equipo Ganador: Chip Ganassi Racing |
| 15    | 25 de agosto    | Sonoma          | Ganador: Will Power Vuelta rápida: Will Power Mayor Número de Vueltas Lideradas: Scott Dixon Pole Position: Dario Franchitti Equipo Ganador: Team Penske |
| 16    | 1 de septiembre | Baltimore       | Ganador: Simon Pagenaud Vuelta rápida: Sebastien Bourdais Mayor Número de Vueltas Lideradas: Will Power Pole Position: Scott Dixon Equipo Ganador: Schmidt Peterson Hamilton HP Motorsports |
| 17    | 5 de octubre    | Houston         | Ganador (Carrera 1): Scott Dixon Vuelta rápida (Carrera 1): Will Power Mayor Número de Vueltas Lideradas (Carrera 1): Scott Dixon Pole Position (1): Takuma Satō Equipo Ganador (Carrera 1): Chip Ganassi Racing Ganador (Carrera 2): Will Power Vuelta rápida (Carrera 2): Luca Filippi Mayor Número de Vueltas Lideradas (Carrera 2): Will Power Pole Position (2): Helio Castroneves Equipo Ganador (Carrera 2): Team Penske                                |
| 18    | 6 de octubre    | Houston         | Ganador (Carrera 1): Scott Dixon Vuelta rápida (Carrera 1): Will Power Mayor Número de Vueltas Lideradas (Carrera 1): Scott Dixon Pole Position (1): Takuma Satō Equipo Ganador (Carrera 1): Chip Ganassi Racing Ganador (Carrera 2): Will Power Vuelta rápida (Carrera 2): Luca Filippi Mayor Número de Vueltas Lideradas (Carrera 2): Will Power Pole Position (2): Helio Castroneves Equipo Ganador (Carrera 2): Team Penske                                |
| 19    | 19 de octubre   | Fontana         | Ganador: Will Power Vuelta rápida: James Hinchcliffe Mayor Número de Vueltas Lideradas: Will Power Pole Position: Will Power Equipo Ganador: Team Penske |

     Óvalo
     Circuito Permanente
     Circuito Callejero/Mixto

### Desarrollo del cronograma
- El circuito de Belle Isle (Gran Premio de Detroit) volverá a ser el trazado que se utilizó en la CART que se utilizó entre 1998 a 2001.[34]

- El Gran Premio de Edmonton no volverá al calendario producto de que su patrocinador no la patrocinará más.[34]

- Después de muchos años, la IndyCar acogerá desde los años 80 cuando la serie en ese entonces llamada CART/IndyCar World Series, había acogido el trazado de Pocono Raceway,[40] al disputarse desde este 2013 una prueba de 400 millas, algo que no lo hace desde 1989, en ese entonces dicha carrera era una prueba de 500 millas, su contrato se extiende hasta 2015 con opción de renovación.[41]

- Los directivos de la organización aún siguen en conversaciones de cara al 2014 y el resto de temporadas la consecución de un contrato para llevar la serie a Europa, a pesar de que en el momento de la oficialización del calendario no se había concluido acuerdos concretos de incluirse para la temporada 2013, aun así las opciones en estudio se encuentra entre Mugello,[28] Imola y posiblemente hasta el Autodromo Nazionale Monza.[42] Previamente la Champ Car planeaba realizar dichas carreras europeas en 2008, sin embargo, no se llevó a cabo tras su desaparición como categoría al fusionarse con la Organización IndyCar.

- El Gran Premio de Houston[43][44] volverá al calendario de la serie realizando una doble presentación los días 5 y 6 de octubre, la última vez que una serie americana pisó el trazado que se correrá este año será el Relliant Park cuando Champ Car corrió en 2007.

## Clasificaciones

### Campeonato de Pilotos
| Pos. | Piloto              | STP | ALA | LBH | SAO | INDY | DET | DET | TEX | MIL | IOW  | POC | TOR | TOR | MDO | SNM | BAL | HOU | HOU | FON | Puntos |
| ---- | ------------------- | --- | --- | --- | --- | ---- | --- | --- | --- | --- | ---- | --- | --- | --- | --- | --- | --- | --- | --- | --- | ------ |
| 1    | Scott Dixon         | 5   | 2   | 11  | 18  | 1416 | 4   | 4   | 23  | 6   | 165  | 1   | 1   | 1*  | 7   | 15* | 19  | 1*  | 2   | 5   | 577    |
| 2    | Hélio Castroneves   | 2*  | 3   | 10  | 13  | 68   | 5   | 8   | 1*  | 2   | 81   | 8   | 6   | 2   | 6   | 7   | 9   | 18  | 23c | 6   | 550    |
| 3    | Simon Pagenaud      | 24  | 6   | 8   | 9   | 821  | 12  | 1   | 13  | 12  | 611  | 6   | 9   | 12  | 2   | 5   | 1   | 4   | 6   | 13  | 508    |
| 4    | Will Power          | 16  | 5   | 16  | 24  | 196  | 8   | 20  | 7   | 3   | 172  | 4   | 15* | 18  | 4   | 1   | 18* | 12  | 1*  | 1*  | 498    |
| 5    | Marco Andretti      | 3   | 7   | 7   | 3   | 43   | 20  | 6   | 5   | 20  | 94   | 10* | 4   | 9   | 9   | 4   | 10  | 13  | 20  | 7   | 484    |
| 6    | Justin Wilson       | 9   | 8   | 3   | 20  | 514  | 3   | 22  | 15  | 9   | 11   | 7   | 11  | 8   | 8   | 2   | 4   | 3   | 4   | 18  | 472    |
| 7    | Ryan Hunter-Reay    | 18  | 1*  | 24  | 11  | 37   | 2   | 18  | 2   | 1   | 2    | 20  | 18  | 19  | 5   | 6   | 20  | 20  | 21  | 9   | 469    |
| 8    | James Hinchcliffe   | 1   | 26  | 26  | 1   | 219  | 15  | 19  | 9   | 5   | 1*3  | 24  | 8   | 21  | 10  | 8   | 7   | 24  | 3   | 4   | 449    |
| 9    | Charlie Kimball     | 12  | 4   | 21  | 10  | 919  | 14  | 7   | 17  | 17  | 12   | 2   | 21  | 6   | 1*  | 20  | 6   | 11  | 8   | 10  | 427    |
| 10   | Dario Franchitti    | 25  | 25  | 4   | 7   | 2317 | 6   | 5   | 6   | 8   | 20   | 3   | 3   | 4   | 3   | 3   | 21  | 15  | 15  |     | 418    |
| 11   | Tony Kanaan         | 4   | 13  | 20  | 21  | 112  | 13  | 12  | 3   | 10  | 38   | 13  | 5   | 24  | 24  | 13  | 15  | 21  | 24  | 3   | 397    |
| 12   | Sébastien Bourdais  | 11  | 16  | 15  | 14  | 2915 | 24  | 11  | 20  | 22  | 14   | 16  | 2   | 3   | 12  | 10  | 3   | 8   | 5   | 12  | 370    |
| 13   | Simona de Silvestro | 6   | 18  | 9   | 8   | 1724 | 16  | 24  | 16  | 24  | 21   | 11  | 10  | 14  | 11  | 9   | 5   | 2   | 10  | 8   | 362    |
| 14   | Josef Newgarden     | 23  | 9   | 13  | 5   | 2825 | 7   | 16  | 8   | 11  | 15   | 5   | 23  | 11  | 23  | 24  | 2   | 5   | 13  | 20  | 348    |
| 15   | Ernesto Viso        | 7   | 12  | 22  | 6   | 184  | 17  | 17  | 10  | 4   | 10   | 21  | 14  | 5   | 17  | 14  | 13  | 9   | 16  |     | 340    |
| 16   | Ed Carpenter        | 14  | 22  | 18  | 23  | 10*1 | 18  | 15  | 4   | 14  | 46   | 9   | 13  | 22  | 20  | 19  | 14  | 23  | 22  | 2   | 333    |
| 17   | Takuma Satō         | 8   | 14  | 1*  | 2*  | 1318 | 19  | 23  | 11  | 7*  | 237  | 22  | 24  | 20  | 22  | 23  | 24  | 17  | 14  | 17  | 322    |
| 18   | Graham Rahal        | 13  | 21  | 2   | 22  | 2526 | 9   | 9   | 21  | 16  | 59   | 18  | 20  | 13  | 18  | 11  | 17  | 7   | 18  | 15  | 319    |
| 19   | James Jakes         | 15  | 23  | 12  | 17  | 20   | 10  | 2   | 12  | 18  | 18   | 12  | 12  | 23  | 13  | 25  | 23  | 6   | 17  | 22  | 294    |
| 20   | Tristan Vautier RY  | 21  | 10  | 17  | 16  | 1628 | 11  | 14  | 18  | 21  | 13   | 19  | 19  | 16  | 21  | 12  | 11  | 22  | 11  | 21  | 266    |
| 21   | Sebastián Saavedra  | 20  | 20  | 27  | 19  | 3227 | 22  | 10  | 14  | 13  | 19   | 23  | 16  | 15  | 19  | 21  | 8   | 14  | 12  | 24  | 236    |
| 22   | Oriol Servià        | 17  | 15  | 6   | 4   | 1113 |     |     | 19  |     | 710  |     |     |     | 14  |     | 12  | 19  | 7   | 19  | 233    |
| 23   | Mike Conway         |     |     | 25  |     |      | 1*  | 3*  |     |     |      |     | 7   | 7   |     |     |     | 16  | 9   |     | 185    |
| 24   | Alex Tagliani       | 10  | 11  | 19  | 12  | 2411 | 23  | 21  | 22  | 23  | 2412 | 17  | 17  | 10  |     |     |     |     |     | 14  | 180    |
| 25   | J. R. Hildebrand    | 19  | 17  | 5   | 15  | 3310 |     |     |     |     |      |     |     |     |     | 16  |     |     |     | 11  | 112    |
| 26   | Ryan Briscoe        |     |     |     |     | 1223 | 21  | 13  |     | 15  |      | 14  | 22  |     |     | 17  |     |     |     |     | 100    |
| 27   | A. J. Allmendinger  |     | 19  | 23  |     | 75   | 25  | 25  |     |     |      |     |     |     |     |     |     |     |     | 16  | 79     |
| 28   | Carlos Muñoz R      |     |     |     |     | 2    |     |     |     |     |      |     |     | 17  |     |     |     |     |     | 23  | 74     |
| 29   | Ana Beatriz         | 22  | 24  | 14  | 25  | 1529 |     |     |     | 19  | 22   |     |     |     |     |     |     |     |     |     | 72     |
| 30   | Luca Filippi R      |     |     |     |     |      |     |     |     |     |      |     |     |     | 16  |     | 22  | 10  | 19  |     | 53     |
| 31   | Pippa Mann          |     |     |     |     | 30   |     |     | 24  |     |      | 15  |     |     |     |     |     |     |     | 25  | 34     |
| 32   | James Davison R     |     |     |     |     |      |     |     |     |     |      |     |     |     | 15  | 18  |     |     |     |     | 27     |
| 33   | Stefan Wilson R     |     |     |     |     |      |     |     |     |     |      |     |     |     |     |     | 16  |     |     |     | 14     |
| 34   | Conor Daly R        |     |     |     |     | 2231 |     |     |     |     |      |     |     |     |     |     |     |     |     |     | 11     |
| 35   | Townsend Bell       |     |     |     |     | 2722 |     |     |     |     |      |     |     |     |     |     |     |     |     |     | 10     |
| 36   | Lucas Luhr R        |     |     |     |     |      |     |     |     |     |      |     |     |     |     | 22  |     |     |     |     | 8      |
| 37   | Katherine Legge     |     |     |     |     | 2633 |     |     |     |     |      |     |     |     |     |     |     |     |     |     | 8      |
| 38   | Buddy Lazier        |     |     |     |     | 3132 |     |     |     |     |      |     |     |     |     |     |     |     |     |     | 8      |
| NC   | Michel Jourdain Jr. |     |     |     |     | DNQ  |     |     |     |     |      |     |     |     |     |     |     |     |     |     | 0      |
| Pos. | Piloto              | STP | ALA | LBH | SAO | INDY | DET | DET | TEX | MIL | IOW  | POC | TOR | TOR | MDO | SNM | BAL | HOU | HOU | FON | Puntos |

| Color   | Resultado                    |
| ------- | ---------------------------- |
| Oro     | Ganador                      |
| Plata   | 2.º lugar                    |
| Bronce  | 3.er lugar                   |
| Verde   | 4.º y 5.º lugar (top 5)      |
| Celeste | 6.º a 10.º lugar (top 10)    |
| Azul    | Finalizó (afuera del top 10) |
| Violeta | No terminó                   |
| Rojo    | DNQ - No se clasificó        |
| Marrón  | Wth - Retirado               |
| Negro   | DSQ - Descalificado          |
| Blanco  | DNS - No empezó              |
| Blanco  | C - Carrera cancelada        |

| Estado  | Resultado                                |
| ------- | ---------------------------------------- |
| Negrita | Pole position                            |
| Cursiva | Vuelta rápida                            |
| L       | Lideró al menos una vuelta de la carrera |
| *       | Quien lideró más vueltas en la carrera   |
| RY      | Novato del Año                           |
| R       | Novato                                   |

Los puntos se otorgan a los pilotos sobre las siguientes bases:
| Posición                                  | 1  | 2  | 3  | 4  | 5  | 6  | 7  | 8  | 9  | 10 | 11 | 12 | 13 | 14 | 15 | 16 | 17 | 18 | 19 | 20 | 21 | 22 | 23 | 24 | 25 | 26 | 27 | 28 | 29 | 30 | 31 | 32 | 33 |
| ----------------------------------------- | -- | -- | -- | -- | -- | -- | -- | -- | -- | -- | -- | -- | -- | -- | -- | -- | -- | -- | -- | -- | -- | -- | -- | -- | -- | -- | -- | -- | -- | -- | -- | -- | -- |
| Puntos por Carrera                        | 50 | 40 | 35 | 32 | 30 | 28 | 26 | 24 | 22 | 20 | 19 | 18 | 17 | 16 | 15 | 14 | 13 | 12 | 11 | 10 | 9  | 8  | 7  | 6  | 5  | 5  | 5  | 5  | 5  | 5  | 5  | 5  | 5  |
| Puntos por la calificación en la Indy 500 | 15 | 13 | 12 | 11 | 10 | 9  | 8  | 7  | 6  | 4  | 4  | 4  | 4  | 4  | 4  | 4  | 4  | 4  | 4  | 4  | 4  | 4  | 4  | 4  | 3  | 3  | 3  | 3  | 3  | 3  | 3  | 3  | 3  |
| Puntos por clasificar en Iowa             | 9  | 8  | 7  | 6  | 5  | 4  | 3  | 2  | 1  | 1  | 1  | 1  |    |    |    |    |    |    |    |    |    |    |    |    |    |    |    |    |    |    |    |    |    |

- Se otorga un punto a cualquier conductor que lleva al menos una vuelta durante la carrera.
- Puntos extra otorgado por la calificación en Indianápolis y Iowa en función del rendimiento de los pilotos.
- la repartición de los puntos se particiona por el número de victorias, seguido por el número de 2° lugares, 3° lugares, etc, y luego por el número de posiciones de en cuanto al número de poles, seguido por el número de veces haber calificado en segundo lugar, etc